# Myelodes
Myelodes is een geslacht van vlinders van de familie snuitmotten (Pyralidae).

## Soorten
- M. flavimargo Hampson, 1930
- M. jansei Hampson, 1930